# Ruisseau de Payrol
Le ruisseau de Payrol est une rivière du sud de la France. C'est un affluent direct du Tarn en rive gauche, donc un sous-affluent de la Garonne.

## Géographie
De 11,7 km de longueur, le ruisseau de Payrol prend sa source commune de Barry-d'Islemade se jette dans le Tarn en rive gauche à Montbeton.

### Communes et cantons traversés
- Tarn-et-Garonne : Montbeton, Albefeuille-Lagarde, Villemade, Barry-d'Islemade, La Ville-Dieu-du-Temple.

## Principaux affluents
- Ruisseau de l'Espigade : 2,5 km
- Ruisseau de Gaillardie : 5,6 km